# London Women’s Film Group
Die Londons Women’s Film Group (LWFG) war ein feministisches Kollektiv britischer Filmemacherinnen, das sich in ihren Arbeiten mit der Gleichberechtigung von Frauen auseinandersetzte.
Das Kollektiv bestand aus Esther Ronay, Susan Shapiro, Francine Winham, Fran MacLean, Barbara Evans, Linda Wood und Midge McKenzie und produzierte von 1972 bis 1976 Filme. LWFG formierte sich aus Künstlerinnen u. a. aus den Bereichen Malerei und Fotografie. Initiiert wurde die Gruppe durch einen Aufruf von Midge KcKenzie, die von Filmprogrammen zur Frauenbewegung an der London Film School dazu inspiriert wurde. In der Arbeitsweise unterschied sich das Kollektiv von gängigen Filmcrew-Hierarchien. Die zuständigen Personen für z. B. Regie, Kamera oder Ton wechselten sich gegenseitig ab. Ihr Argument dafür war, dass „ein Film nicht für sich bewertet werden könne, ohne die Unterdrückung in der Herstellung zu berücksichtigen.“ Auch bei der Filmdistribution wollte das Kollektiv direkt mit dem Publikum in Diskussion treten und versuchte bei Filmvorstellungen auf Festivals mindestens mit einer Person anwesend zu sein.

## Filmographie
- About Time (1976)
- Whose Choice? (1976)
- Put Yourself in My Place (1974)[3]
- The Amazing Equal Pay Show (1974)[4]
- Miss/Mrs (1972)
- Serve and Obey (1972)
- Bettshanger Kent (1972)

- Fakenham Film (1972)